# Lijst van vuurtorens in Madeira
Dit is een lijst van vuurtorens in de Portugese regio Madeira.

## Lijst
| Vuurtoren             | Plaats         | Eiland           | Coördinaten                    |
| --------------------- | -------------- | ---------------- | ------------------------------ |
| Câmara de Lobos       | Ribeira Brava  | Madeira          | 32° 38' 49" NB, 16° 58' 32" WL |
| Ilhéu Chão            |                | Ilhéu Chão       | 32° 35' 23" NB, 16° 32' 44" WL |
| Ilhéu de Cima         |                | Ilhéu de Cima    | 33° 3' 17" NB, 16° 16' 44" WL  |
| Ilhéu de Ferro        |                | Ilhéu de Ferro   | 33° 2' 20" NB, 16° 24' 21" WL  |
| Ponta da Agulha       |                | Bugio            | 32° 24' 16" NB, 16° 27' 49" WL |
| Ponta do Pargo        | Ponta do Pargo | Madeira          | 32° 48' 50" NB, 17° 15' 47" WL |
| Ponta de São Jorge    | São Jorge      | Madeira          | 32° 50' 4" NB, 16° 54' 23" WL  |
| Ponta de São Lourenço | Caniçal        | Ilhéu do Farol   | 32° 43' 50" NB, 16° 39' 24" WL |
| Porto Moniz           | Porto Moniz    | Ilhéu Mole       | 32° 52' 11" NB, 17° 9' 51" WL  |
| Ribeira Brava         | Ribeira Brava  | Madeira          | 32° 40' 8" NB, 17° 3' 53" WL   |
| Selvagem Grande       |                | Selvagem Grande  | 30° 8' 43" NB, 15° 52' 14" WL  |
| Selvagem Pequena      |                | Selvagem Pequena | 30° 1' 60" NB, 16° 1' 36" WL   |

## Kaart
De vuurtorens Selvagem Grande en Selvagem Pequena liggen verder weg en worden niet op de kaart weergegeven.
Câmara de Lobos · Ilhéu Chão · Ilhéu de Cima · Ilhéu de Ferro · Ponta da Agulha · Ponta do Pargo · Ponta de São Jorge · Ponta de São Lourenço · Porto Moniz · Ribeira Brava · Selvagem Grande · Selvagem Pequena